# Notoscincus
Notoscincus is een geslacht van hagedissen uit de familie skinken (Scincidae).

## Naam en indeling
De wetenschappelijke naam van de groep werd voor het eerst voorgesteld door Ion Eduard Fuhn in 1969. Er zijn twee soorten, de soort Notoscincus ornatus werd eerder aan het geslacht Ablepharus toegewezen.

## Uiterlijke kenmerken
De lichaamslengte bedraagt ongeveer vier centimeter exclusief de staart. De staart is duidelijk langer dan het lichaam en de kop samen. De gehooropeningen zijn relatief klein en hebben kleine lobachtige schubben aan de achterrand. Het onderste ooglid is omgevormd tot een transparante schub over het oog die het oog beschermt, en lijkt op een permanente bril.
De poten zijn goed ontwikkeld en dragen vijf tenen en vingers.

## Verspreiding en habitat
De soorten komen endemisch voor in Australië en leven in de staten Noordelijk Territorium, Queensland, West-Australië, Zuid-Australië.
De habitat bestaat uit de strooisellaag van begroeide gebieden waar de dieren naar voedsel jagen. Vaak wordt een zonnebad genomen op open plekken. De vrouwtjes zetten eieren af op de bodem.

## Beschermingsstatus
Door de internationale natuurbeschermingsorganisatie IUCN is aan alle soorten een beschermingsstatus toegewezen. Beide soorten worden als 'veilig' beschouwd (Least Concern of LC).

## Soorten
Het geslacht omvat de volgende soorten:
Het geslacht omvat de volgende soorten, met de auteur en het verspreidingsgebied.
| Naam                | Auteur      | Verspreidingsgebied                                                            |
| ------------------- | ----------- | ------------------------------------------------------------------------------ |
| Notoscincus butleri | Storr, 1979 | Australië (West-Australië)                                                     |
| Notoscincus ornatus | Broom, 1896 | Australië (Noordelijk Territorium, Queensland, West-Australië, Zuid-Australië) |